# 清秀复叶耳蕨
清秀复叶耳蕨（学名：Arachniodes spectabilis）也称亮叶复叶耳蕨，为鳞毛蕨科复叶耳蕨属下的一个种。其种加词“spectabilis”意为“显著的”，“引人注目的”。